# Sultan Al-Touqi
Sultan Al-Touqi, de son nom complet Sultan Mohammed Said Al-Touqi (arabe : سلطان محمد سعيد ألتقي), est un footballeur omanais, né le 2 janvier 1984 en Oman.

## Palmarès

### En club
- Mascate Club :
  - Vainqueur de la Coupe d'Oman en 2004
  - Vainqueur de la Supercoupe d'Oman en 2004

- Al-Qadsia :
  - Vainqueur de la Coupe Crown Prince du Koweït en 2006
  - Vainqueur de la Coupe Al-Kurafi en 2006

- Al-Salmiya :
  - Finaliste de la Coupe du Koweït en 2007

- Al-Suwaiq :
  - Champion d'Oman en 2010 et 2011
  - Vainqueur de la Coupe d'Oman en 2013

### En sélection nationale
- Finaliste de la Coupe du Golfe en 2004 et 2007